# Enghien-les-Bains
Enghien-les-Bains é uma comuna no departamento de Val-d'Oise, na região da Ilha de França, na França. Ela está situada a onze quilômetros ao norte de Paris.
Comuna criada em 1850, única estância termal da Ilha de França, com o seu lago e cassino, o primeiro na França em receitas e apenas a menos de cem quilômetros da capital, esta cidade de caráter residencial e comercial afirmada ocupa um lugar especial no subúrbio a norte de Paris.

## Toponímia

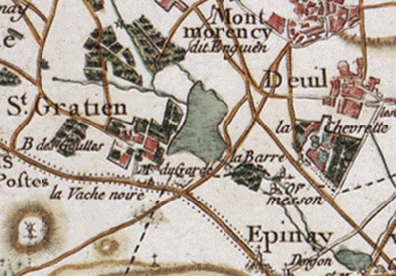
O lago em 1780 (mapa de Cassini).

Enghien-les-Bains deve o seu nome à cidade belga de Enghien.
A localidade da Bélgica é citada pela primeira vez nos textos do século XI sob as formas Edinghen ou Edinghem. Há Adinghien em 1092, depois Anghien em 1147, Aienghien em 1227 e pela primeira vez, Enghien, em 1264.
É um nome de um lugar composto com o duplo sufixo -ing-hem, característica da toponímia flamenga. O sufixo -ing(en) se refere à propriedade "em" e o sufixo -hem de sua natureza "localidade" ou "vila", a mesma origem germânica que o francês antigo ham que deu em "hameau", "hamlet".
Ele é precedido pelo nome de uma pessoa germânica como todos os nomes em -ing-hem. Vem sem dúvida de Edo, antropônimo frâncico que se encontra talvez em Etting na Lorena. Este tipo de formação toponímica é muito comum nos departamentos do Norte e do Pas-de-Calais cf. Eringhem (Norte), Maninghem (Pas-de-Calais), etc. A forma -hien é uma francização cf. Mazinghien, Frelinghien (Norte).

## Geminação
- Enghien, Bélgica
- Bad Dürrheim, Alemanha

Os laços que unem as duas Enghien datam por volta do início da Primeira Guerra Mundial,, mas não foi até 1957 que uma carta de geminação foi assinada com esta cidade de 11 980 habitantes (em 2006), localizada na Província de Hainaut. É no dia de Pentecostes que uma delegação belga foi recebida em Enghien-les-Bains, o que deu origem a uma variedade de festividades : um concurso de elegância, auto, um concerto e uma dança marcando a importância do simbólico dia.
Em 26 de setembro de 1992, foi assinada uma carta de geminação com a estância termal alemã de Bad Dürrheim. Esta cidade de 12 868 habitantes (em 2006) está localizada entre Schwenningen e Donaueschingen, na Floresta Negra, a 110,20 km a sudeste de Estrasburgo.

## Cultura e patrimônio

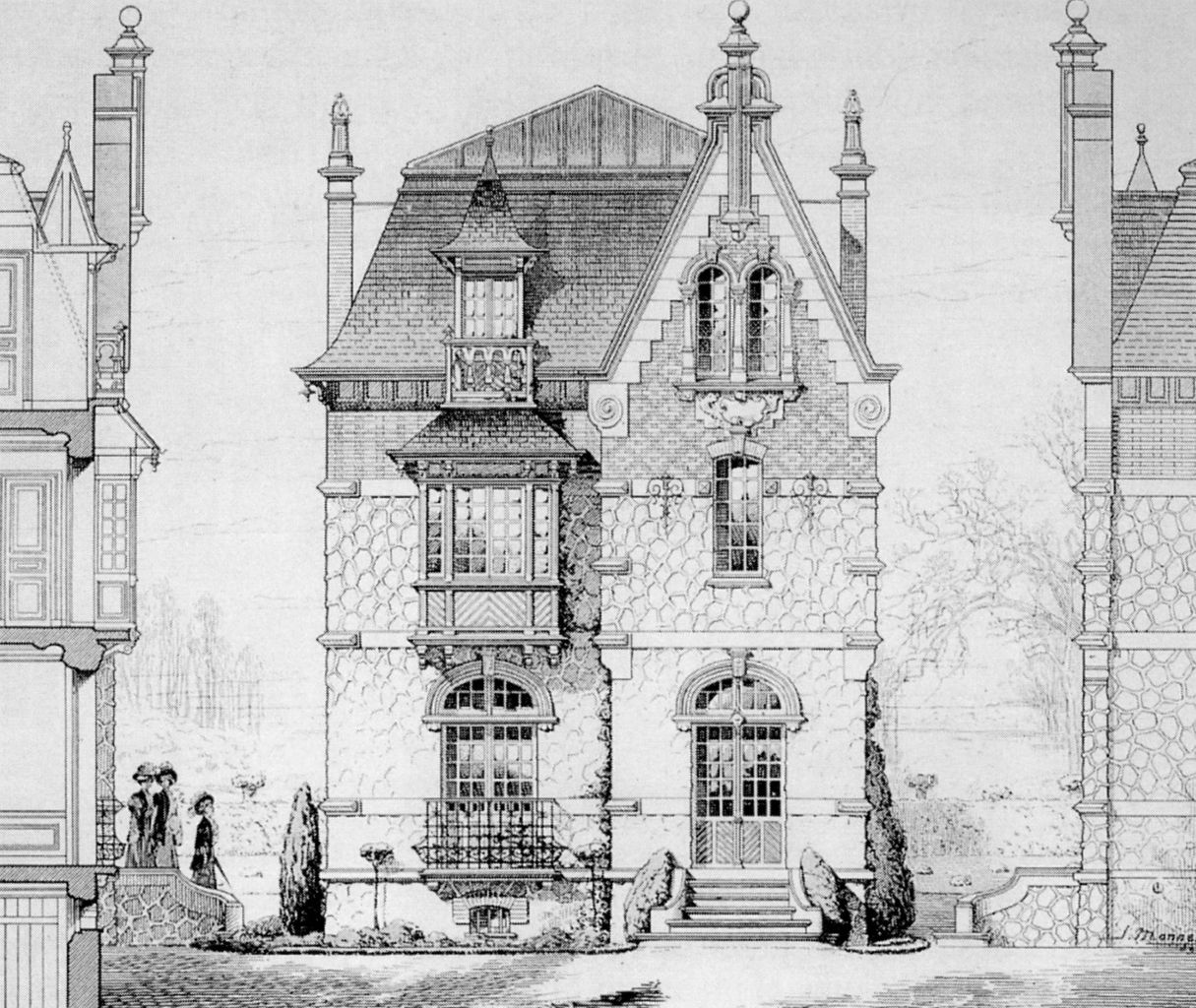
Conselho de arquitetura.

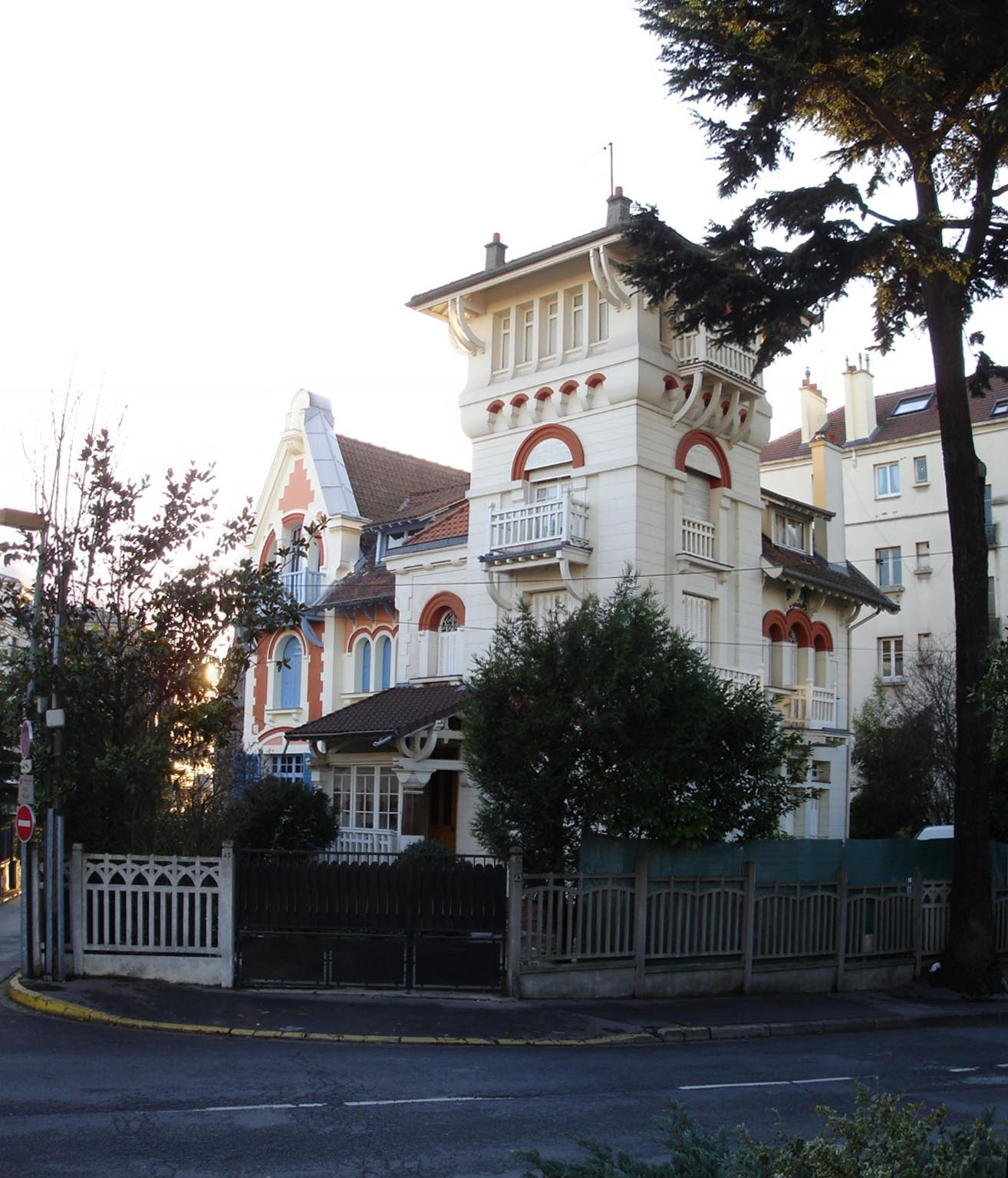
Villa "Mon rêve".

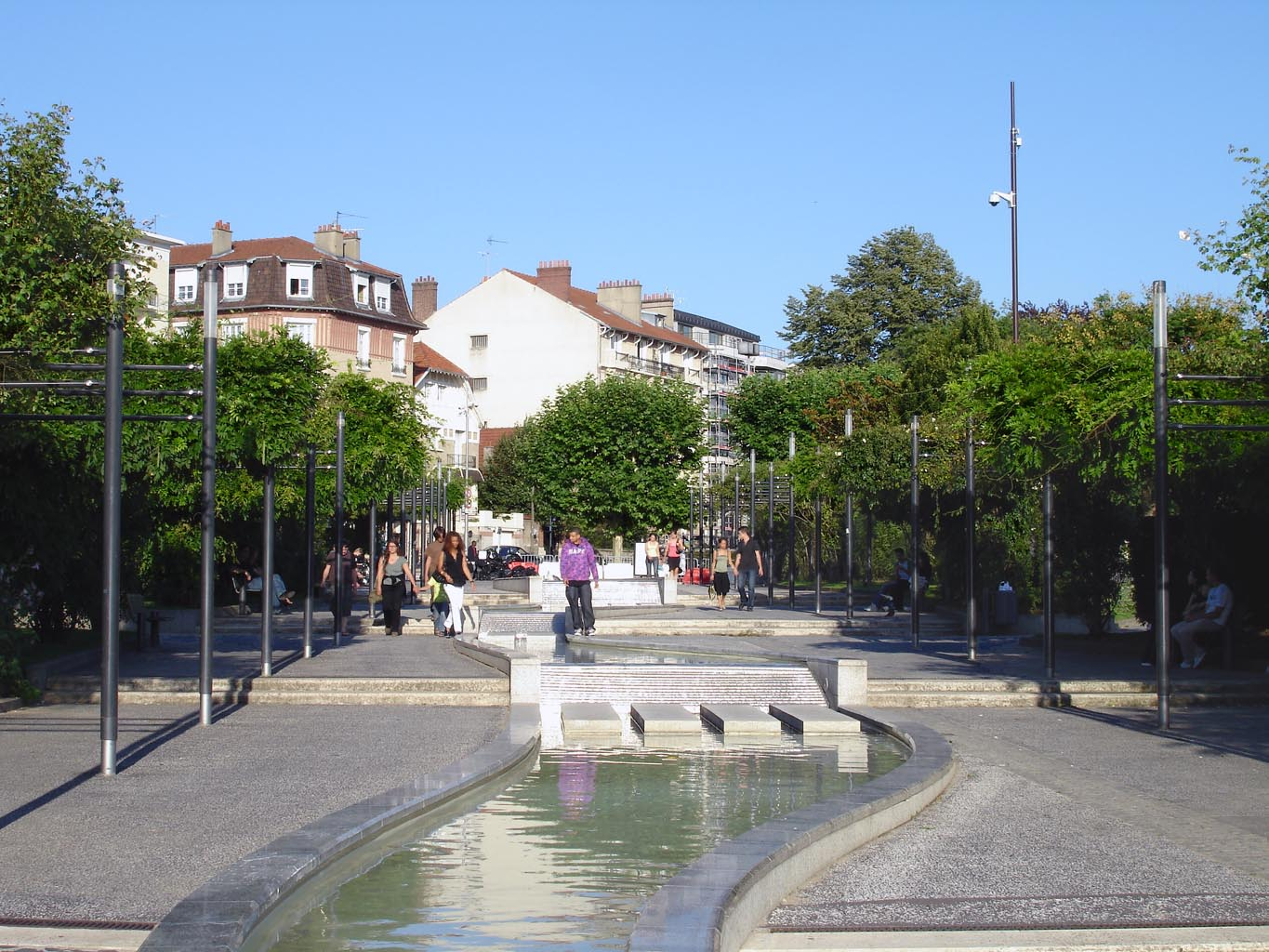
O jardim das Rosas.

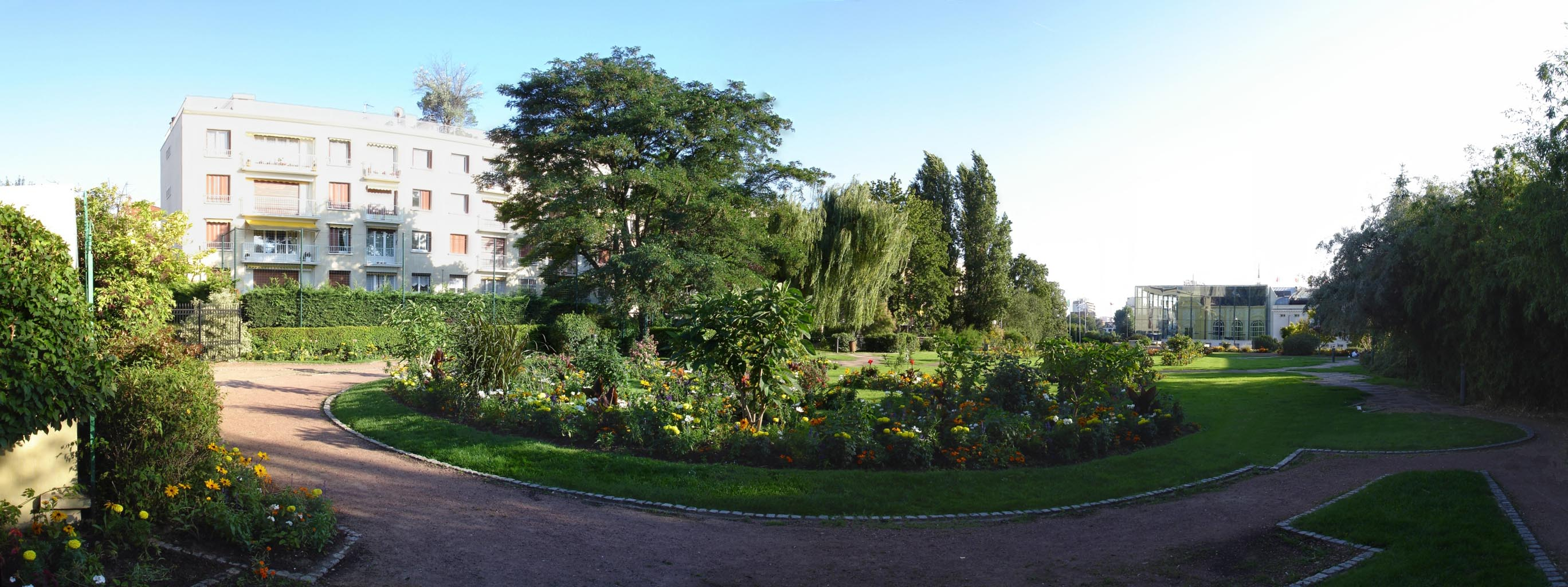
Square de Villemessant.

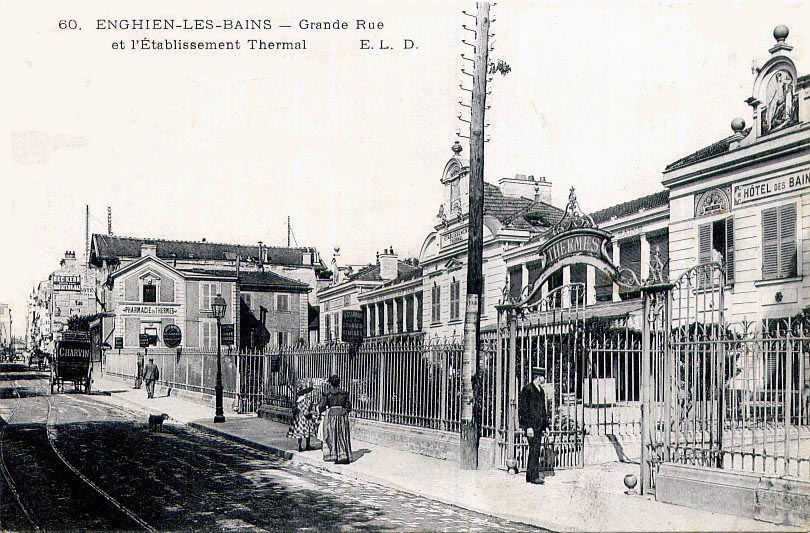
Grande Rue e o estabelecimento termal por volta de 1900.

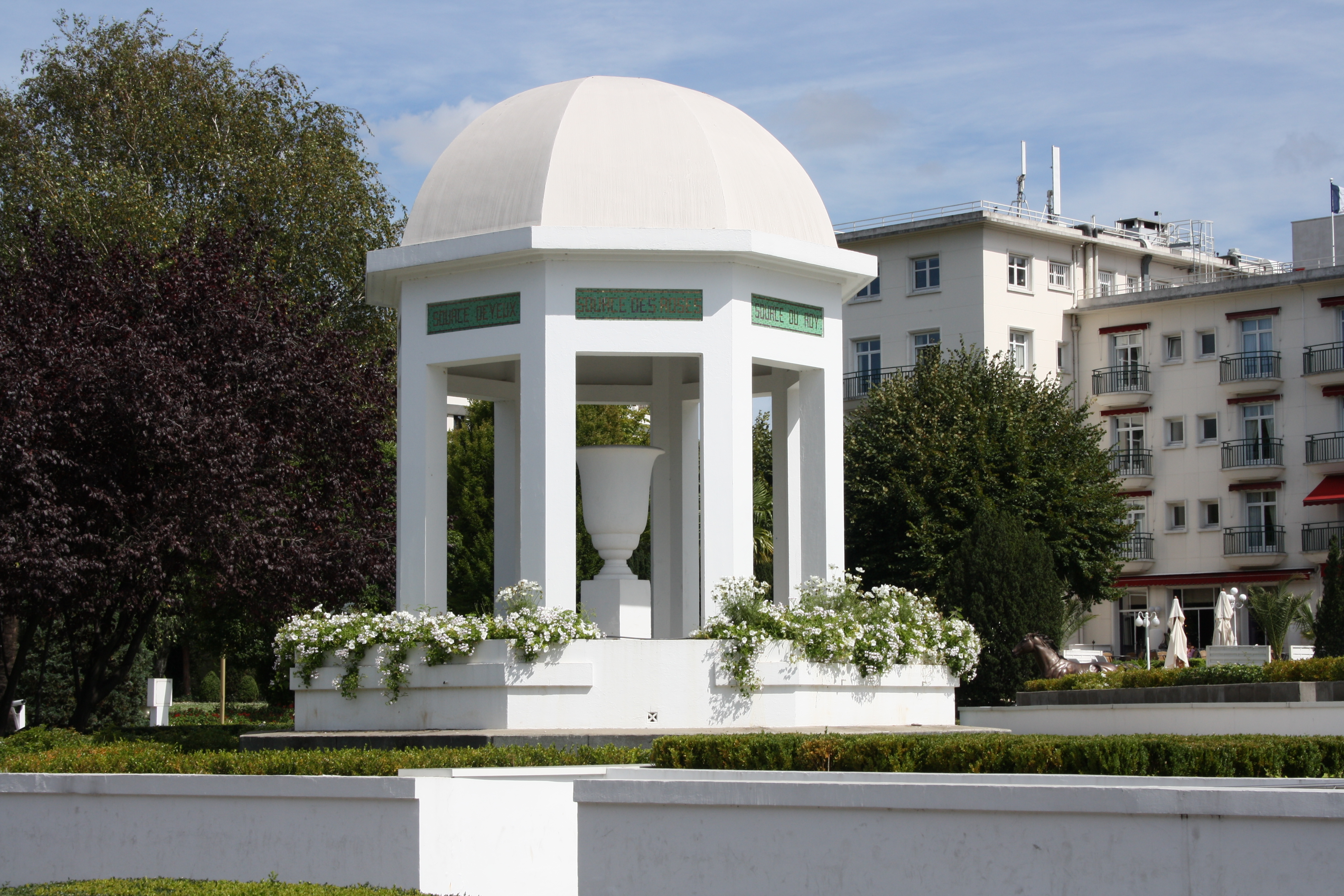
La source du Roy.

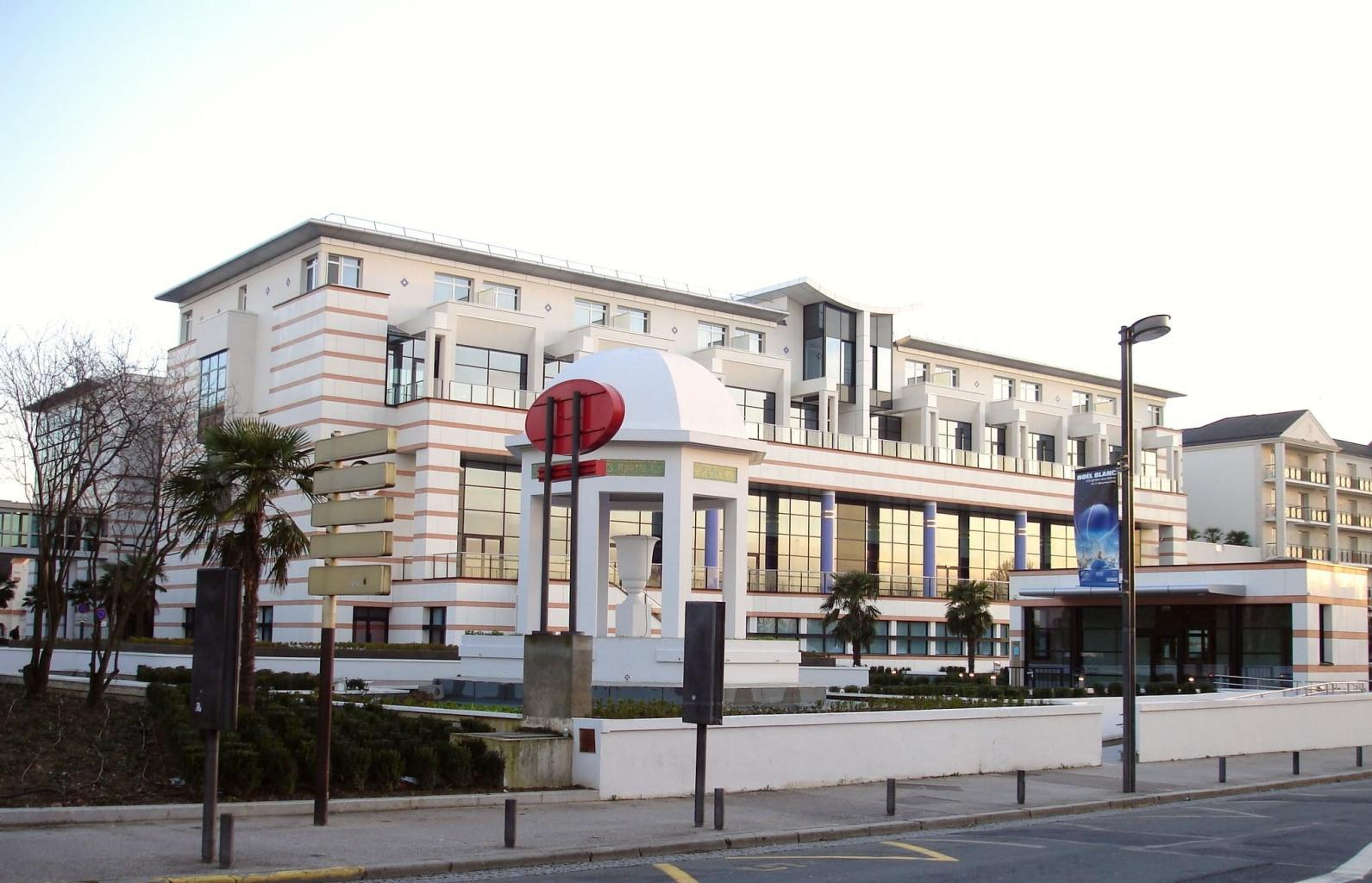
As termas.

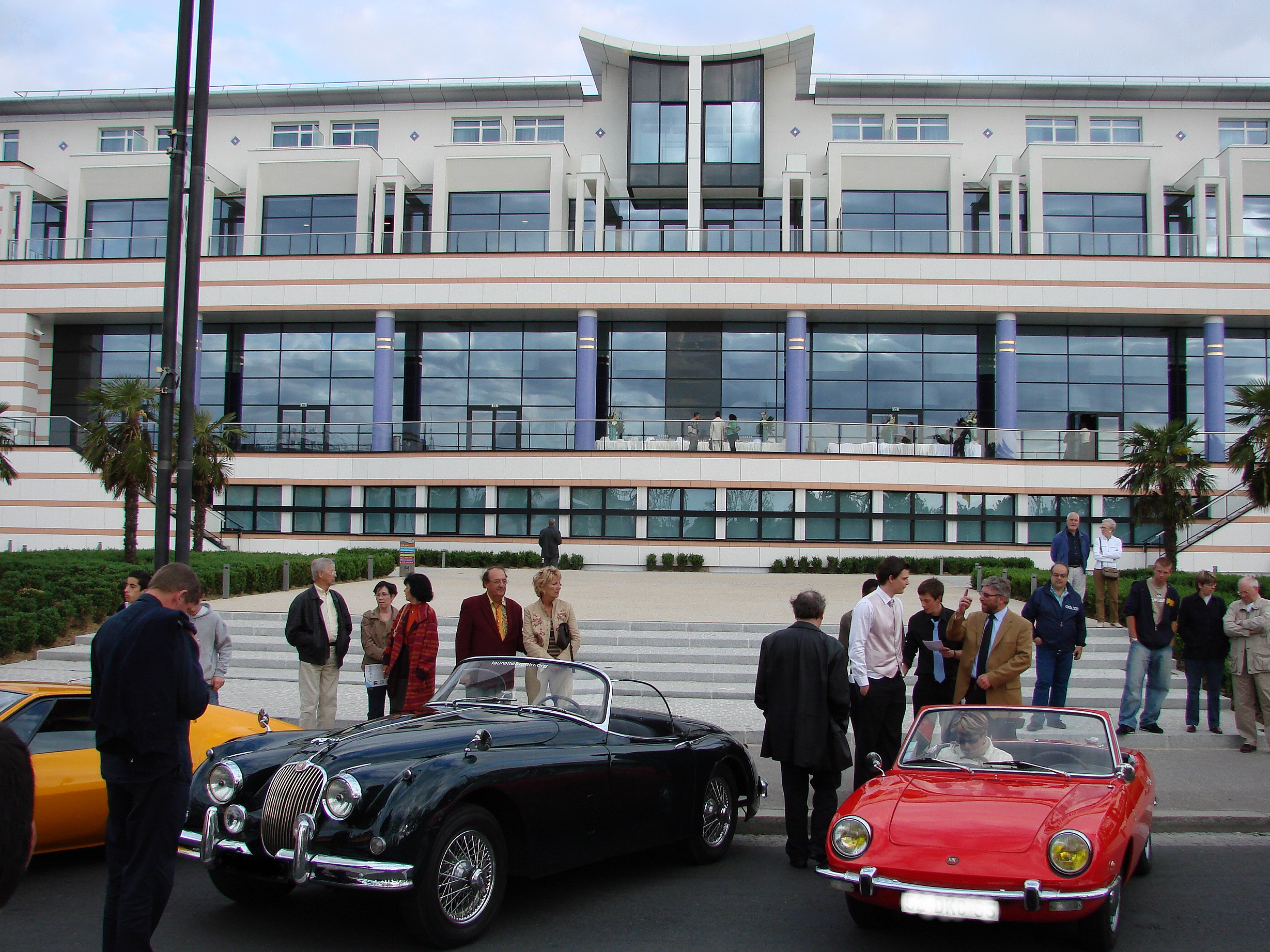
Exposição de carros antigos em frente do estabelecimento termal.

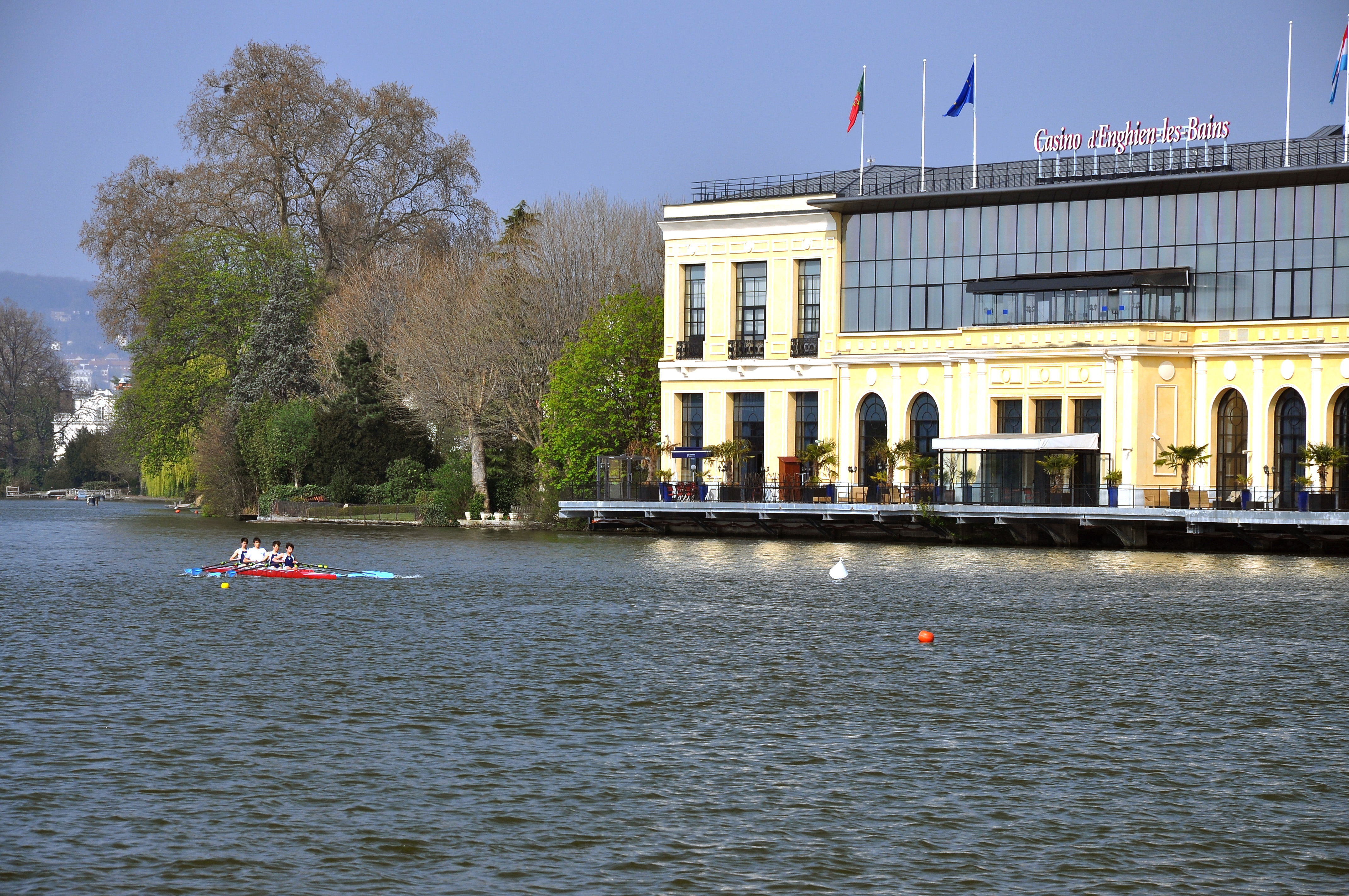
O casino em 2012
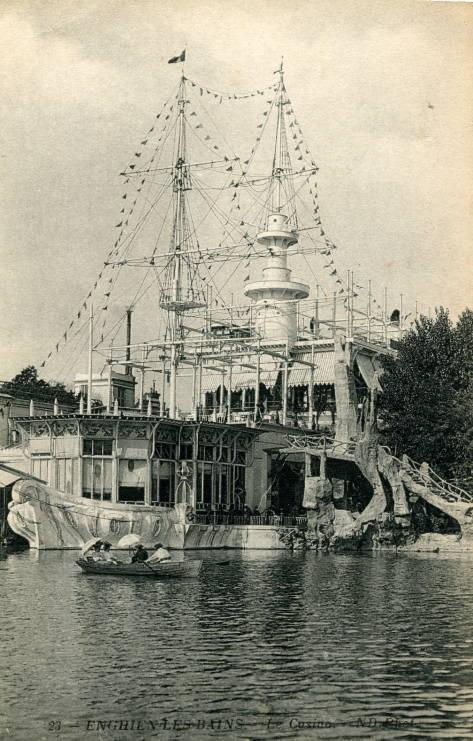
O casino em 1901.
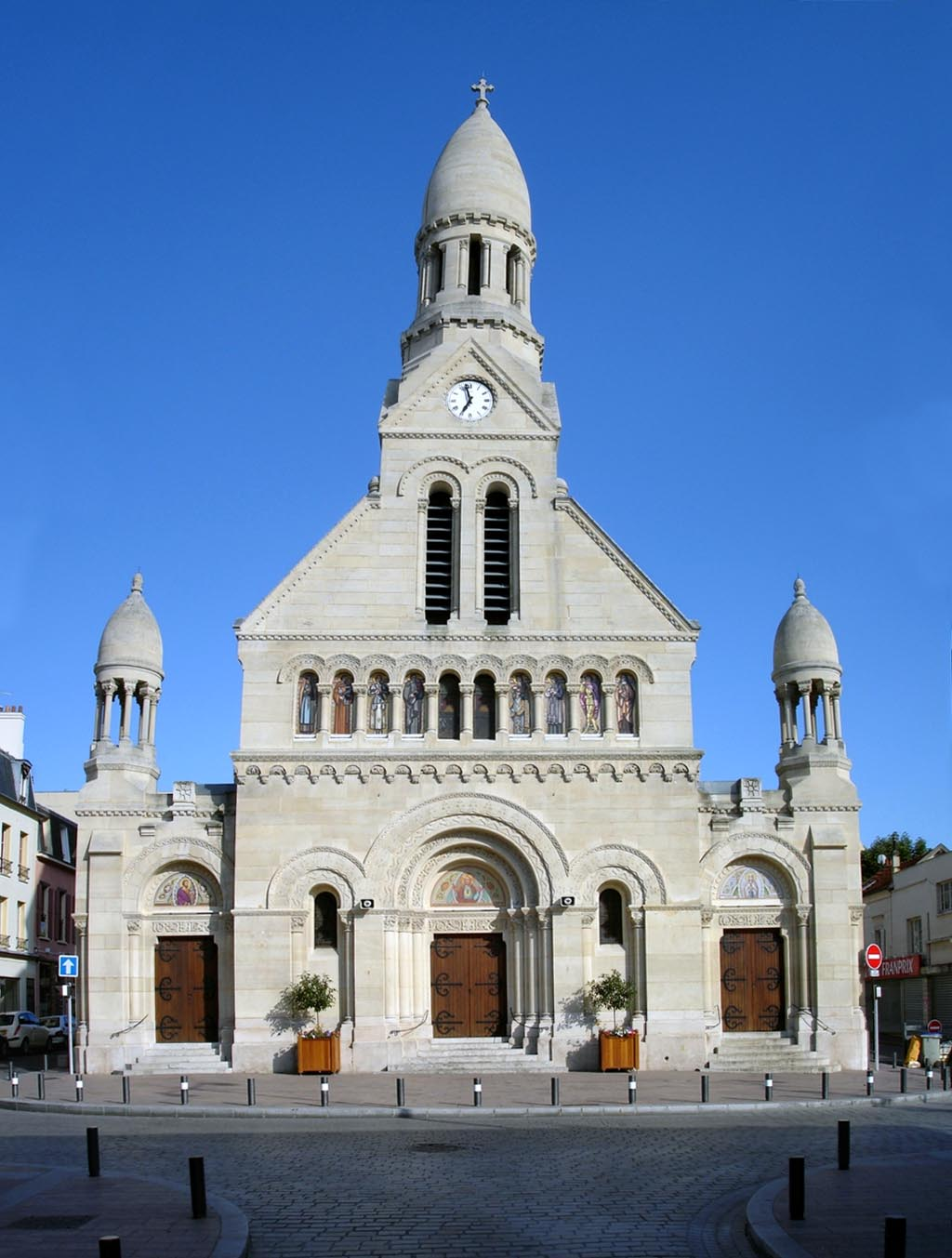
A igreja de Saint-Joseph.
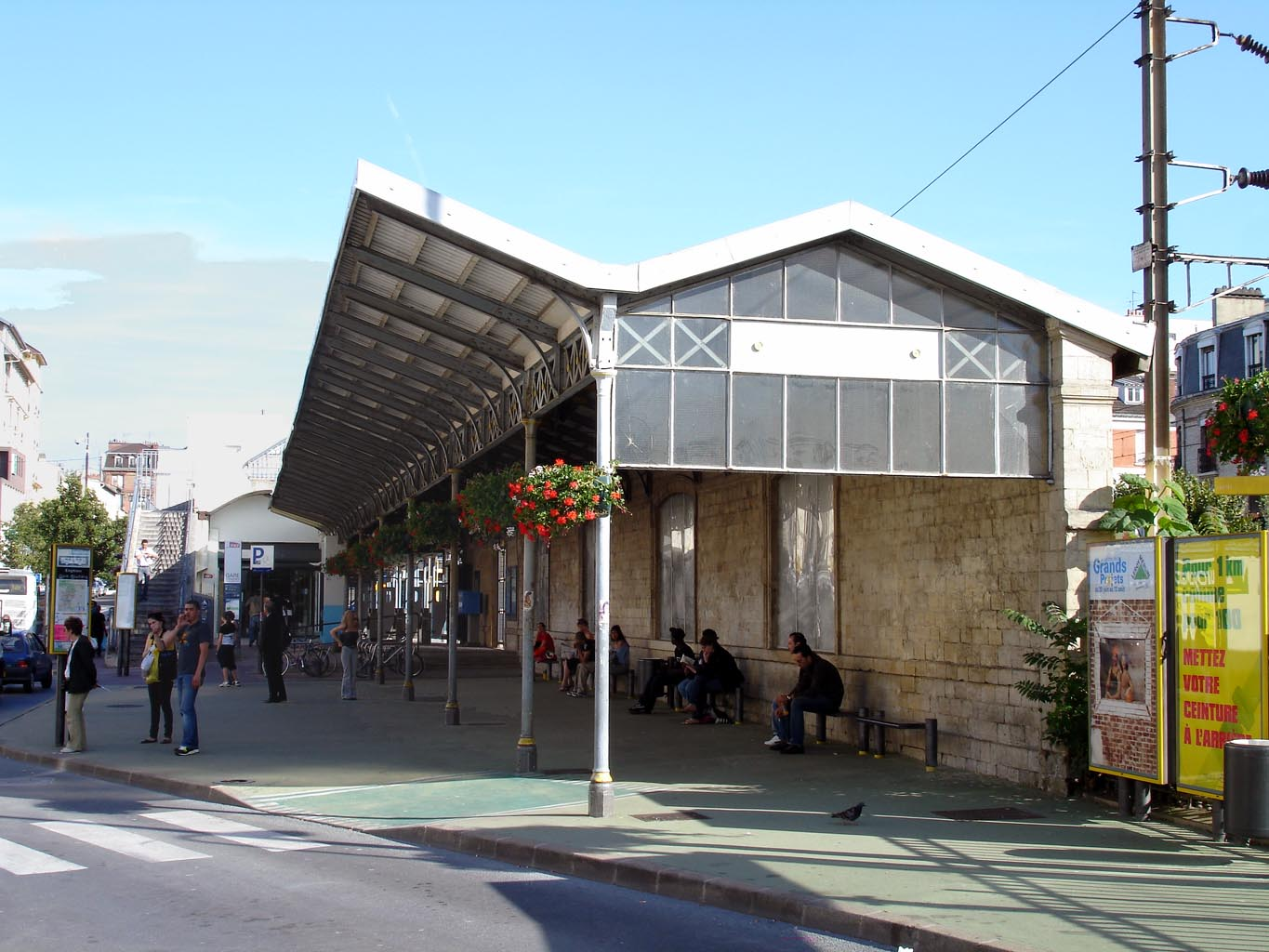
O salão Refoulons.

### Personalidades ligadas à comuna
- Jeanne Marie Bourgeois (Mistinguett), a mais famosa dos Enghiennoises, que nasceu em 3 de abril de 1875.
- Horace Vernet, pintor, se estabeleceu com sua filha em 1825.
- Tristan Bernard, um escritor que viveu lá.
- Christophe Willem, cantor, nasceu em 3 de agosto de 1983.
- Émile de Girardin, membro do parlamento e fundador da imprensa moderna, mudou-se para o "château d'Enghien" e foi eleito conselheiro municipal em 1865 ; no entanto, ele nunca assumiu o cargo.
- O sultão marroquino Mulei Abdal Hafide (1876-1937) viveu durante mais de vinte anos, e morreu ali.
- Marlène Harnois, taekwondo, mora lá
- Hugues Obry, um ex-esgrimista, nasceu lá.